# Томіта Ісао
Томі́та Іса́о (яп. 冨田勲, とみたいさお; 22 квітня 1932, Токіо, Японія — 5 травня 2016, там само) — японський композитор, майстер кіномузики та композицій у галузі електронної музики кінця 20 століття.

## Життєпис
Народився у місті Токіо. Походить з родини лікаря. У родині — був старшим сином. Родина перебралася до Китаю і вони жили у Пекіні. Родина таки повернулася у Японію, це збіглося з шкільним віком Ісао. Мешкали у Окадзакі.
По закінченню школи, Ісао перебрався до Токіо, де навчався в університеті Кейо. Вивчав історію мистецтв та естетику. По закінченню університету — присвятив себе композиції та музиці. Ще в шкільні роки опановував музику, яку вивчав самотужки, а потім під керівництвом декількох вчителів. На другий рік музичних занять узяв участь у конкурсі " Асахі сімбун ", де отримав першу премію. Сам розпочав писати власні композиції. З 1955 р. працював в галузі музики для телебачення, театру і кіно.
Першим значним музичним досягненням Томити була музика для команди японських гімнасток на Олімпійських играх 1956 р., що проходили у місті Мельбурн, Австралія.
У 1960-ті роки, він зосередив свої дослідження на електронній музиці після прослуховування альбомів Венді Карлоса (тоді Волтер Карлос), який грав класичну музику через модульний синтезатор Moog. Сам почав працювати з синтезатором того ж типу.
Окрім цих композицій, створив власні електронні версії творів європейських композиторів («Танок сніжинок» Дебюссі, «Картинки з виставки» Мусоргського). Створив музику до кінострічок режисера Йодзі Ямади «Похмурий самурай», «Любов та честь», «Прихована зброя». Розпочав концертні турне по світу — грав від Австралії, (де його вже добре знали) і Америки (США) до Європи. Він дав великий концерт у 1984 під назвою «Розум Всесвіту» в сучасному музичному фестивалі Ars Electronica в місті Лінц, Австрія.

## Дискографія
- Snowflakes Are Dancing (RCA 1974)
- Pictures at the Exhibition (RCA 1975)
- Firebird (RCA 1976)
- Tomita Planets (RCA 1977)
- Kosmos (RCA 1978)
- The Bermuda Triangle (RCA 1979)
- The Ravel Album (RCA 1980)
- Grand Canyon (RCA 1982)
- Space Walk (RCA 1984) A+/C:1+
- Back to the Earth (RCA)
- Live in New York (RCA)